# 蔡惠卿
蔡惠卿（1958年—）是台灣女性企業家，上銀科技總經理兼共同執行長。
蔡惠卿於1958年4月11日出生於台南鹽水區。大學畢業於銘傳商專（今銘傳大學）三專部商業文書科，2012年取得美國菲利浦大學組織心理學博士。
2008年，蔡惠卿擔任上銀科技總經理。先前曾擔任《外貿》雜誌編輯、大銀工商管執行祕書、上銀科技執行副總。
2015年2月25日，《富比世》雜誌選入亞洲商界權勢女性50強，為當時台灣唯一入選的女性商業領袖。

## 生平事蹟

### 早年（出生至求學）
蔡惠卿童年出身清貧，因童年身體狀況不佳，又父母關係緊張，蔡惠卿常常只能選擇獨處，自己爬到樹上，也在這段時間培養閱讀文學的興趣。
為了逃避壓抑的家庭關係，蔡惠卿選擇北上讀書，自銘傳商專（現為銘傳大學）三專部商業文書科畢業後，因熱愛文學，進入《外貿雜誌》編輯工作，透過文章了解信用評估、貿易規則等商業財經知識。當時上銀科技董事長卓永財任職於交通銀行，同時是《外貿雜誌》主筆，正好擔任蔡惠卿的面試官。
蔡惠卿長年於卓永財旗下工作。1985年，卓永財離開交通銀行，自行成立大銀企管顧問公司，便邀請蔡惠卿擔任執行祕書，協助卓永財訓練課程的行政工作，蔡惠卿因此習得管理理論及實際案例。此外因卓永財具金融背景，時而替經理人開辦財務金融相關課程，蔡惠卿在旁學習。
1989年，卓永財投入精密機械產業，進一步與其中團隊另創上銀科技。蔡惠卿亦加入創業團隊中，負責行銷及品牌建立。

### 中年（工作期間）
2005年，為預備接任上銀科技總經理一職，蔡惠卿至美國菲利浦大學（Phillips Graduate University）攻讀組織心理學博士。2008年起，蔡惠卿正式接任接任該職務，成為台灣精密機械業上市公司中第一位女性總經理。因蔡惠卿不是工科出身，為補足專業知識，特別專攻相關內容。2011年，蔡惠卿通過自動化工程師證照。隔年，完成心理學博士學位。
2019年，上銀科技慶祝成立30週年，於台中國家歌劇院舉辦「科技與藝術的對話」音樂會。以上銀科技的機器手臂結合音樂、舞蹈和舞台劇，呈現上銀科技特有的企業文化。同年，為因應COVID-19疫情，台灣工具機行業組成「口罩國家隊」，支援口罩生產。蔡惠卿擔任導演，帶領團隊將機台暨零件公會號召組成口罩國家隊的過程，拍攝相關過程紀錄片《創罩奇機》，於2020年5月7日上映。

## 貢獻與評價
2015年《富比世》雜誌選入亞洲商界權勢女性50強。2023年於《哈佛商業評論》選出的「2023台灣最佳上市櫃女性CEO」名單中，被選為上市企業第一名。

## 其他事蹟

### 感情和家庭生活
蔡惠卿至今未婚，她認為與童年父母之間的摩擦有關，她說「談感情是一段過程，要善待對方，但所謂的結婚，不見得是結局。瞬間擁有過彼此就夠了！」。

### 軼聞趣事
對內管理上，蔡惠卿親和力十足的柔性、感性領導，讓本來直來直往的男性團隊文化，多了更強的凝聚力。
1993年，上銀收購一家德國具規模的機械廠，當地員工難以接受被台灣的中小企業購併，產生不滿情緒。蔡惠卿在當年耶誕節，特地親自送上繡有每個員工名字的圍巾，以柔性作風收服德國人。
2023年，蔡惠卿慶祝65歲生日，舉辦自行車ESG環島之旅，沿途參訪具有ESG績效的傑出企業。